# Хот Спринг (окръг, Арканзас)
Окръг Хот Спринг (на английски: Hot Spring County в превод Горещ извор) е окръг в щата Арканзас, Съединени американски щати. Площта му е 1611 km², а населението – 32 923 души (2010). Административен център е град Малвърн.